# Долина Маврт

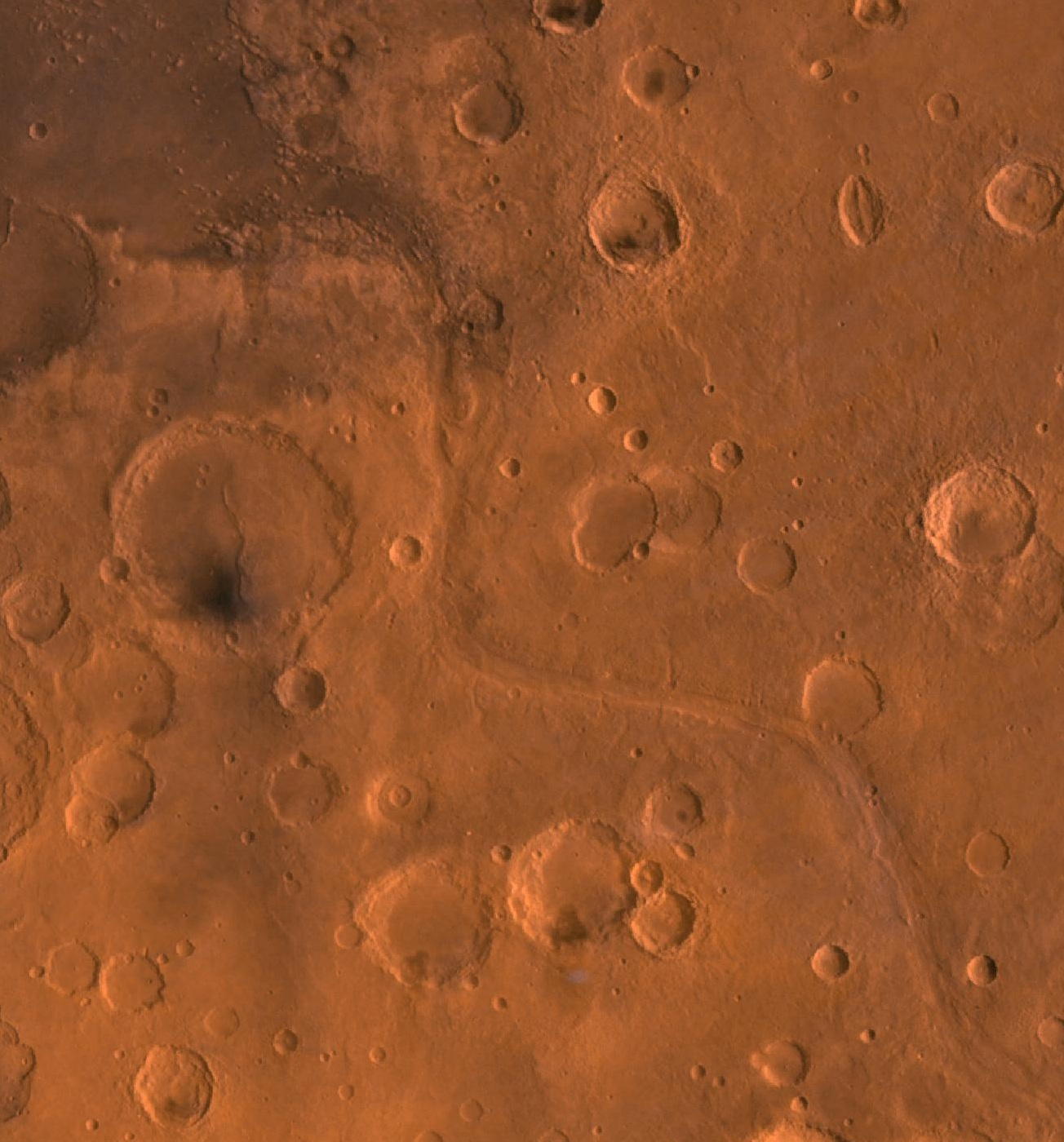
Mawrth Vallis у правдивих кольорах. Клацніть на знімку, аби розгледіти деталі.

Долина Маврт (лат. Mawrth Vallis; Mawrth означає «Марс» валлійською мовою) — долина на планеті Марс, розташована за координатами Координати: Широта не може бути парсована як число:22,3
,на висоті приблизно 2 км нижче геодезичного датума. Це древній водний проточний канал із багатими на глину породами світлого забарвлення.
Долина Маврт є однією із найстаріших долин на Марсі. Вона сформувалася у нашаруваннях порід, та згодом покрилася ними ж, тому зараз для того, аби її дослідити, доводиться шукати місця оголення давніших шарів, або ж використовувати інші методи досліджень, які дозволяють не брати до уваги зовнішні нашарування.
Долина Маврт є об'єктом особливої уваги, оскільки в ньому присутні філосилікатові (глинисті) мінерали, які утворюються лише у присутності води. Вперше ці мінерали були виявлені у даній долині на основі даних спектрометра OMEGA, що на борту орбітального апарата Mars Express Європейської космічної агенції. Спектрометр CRISM, що на борту апарата Mars Reconnaissance Orbiter, виявив два різновиди глини — один багатий на алюміній, інший — на залізо. Кожен з цих різновидів мав унікальне поширення. До глинистих мінералів, виявлених на Марсі орбітальним апаратом Mars Reconnaissance Orbiter порівняно недавно — належать монтморилоніт, каолініт та нонтроніт.
Оскільки окремі різновиди глини подекуди лише наче драпірують високі та низькі місця, існує ймовірність, що вулканічний попіл спадав у відкриту водойму. На Землі такі глини зустрічаються, зокрема, у вивітрених вулканічних породах та гідротермальних системах, де вулканічна активність та вода взаємодіють між собою. На певному етапі планування місії Марсіанської наукової лабораторії долина Маврт розглядалася як ймовірне місце посадки космічного апарата, але остаточно місцем посадки було визначено кратер Ґейл. Глинисті мінерали легко консервують ознаки мікроскопічного життя на Землі, тож існує ймовірність, що якісь сліди древнього життя можна знайти і в долині Mawrth.